# Huanglong (Sungqu)
| Tibetische Bezeichnung                   |
| ---------------------------------------- |
| Tibetische Schrift: གསེར་མཚོ།              |
| Wylie-Transliteration: gser mtsho        |
| Aussprache in IPA: [seːtsʰo]             |
| Offizielle Transkription der VRCh: Sêrco |
| THDL-Transkription: Sertso               |
| Chinesische Bezeichnung                  |
| Traditionell: 黃龍鄉                     |
| Vereinfacht: 黄龙乡                      |
| Pinyin:Huánglóng Xiāng                   |

Huanglong ist eine Gemeinde des Kreises Sungqu im Autonomen Bezirk Ngawa der Tibeter und Qiang in der Provinz Sichuan, Volksrepublik China. Die Fläche beträgt 369,1 Quadratkilometer und die Einwohnerzahl 1.424 (Stand: Zensus 2010). Hier befindet sich eine historisch und landschaftlich interessante Gegend, die für ihre Kalksinterbecken berühmt ist. Huanglong wurde 1992 von der UNESCO zum Weltnaturerbe erklärt.

## Administrative Gliederung
Huanglong setzt sich aus drei Dörfern zusammen. Diese sind:
- Dorf Dawan (大湾村), Sitz der Gemeinderegierung;
- Dorf Jianxin (建新村);
- Dorf Sansheyi (三舍驿村);